# ناظور
ناظور شهری واقع در شمال شرقی کشور مراکش است.
شهر بندری است مدیترانه‌ای و مرکز تجارت ماهی، میوه‌جات و احشام می‌باشد.